# 水柳
水柳，臺灣話又作水柳仔，是臺灣中、低海拔地區特有的杨柳科柳属植物，廣泛生長於開闊的湖沼和水田周遭，每年十二月至翌年三月間開花，蒴果則主要於三、四月間成熟。有些植物學家認為水柳是四子柳的同物異名，但臺灣的植物學界目前普遍視其為獨立的物種。其根系的固堤能力優良，常被種植作河岸或田邊的護堤樹，堅韌的木材也曾普遍被製成農具、法器和生活用品，中醫亦會將其根、莖與葉入藥。
在臺灣，水柳與水社柳是唯二原生的溼生柳，也是唯二擁有超過兩枚雄蕊的柳屬物種，兩者在臺灣話中亦統稱作白水柳仔，在自然條件下會混生，乃至雜交。兩種柳樹的差異包含水柳的葉基部較尖，葉背無毛而呈銀白色，且葉的腺體位於葉柄上，水社柳的葉基則較圓鈍或呈心形，葉背密布紅褐色絨毛，且葉的腺體位於葉基部，與葉柄分離。此外，水柳的葉柄基部具有托葉，水社柳的托葉則退化為腺體狀。

## 形態描述
水柳是小型至中型的落葉性喬木，樹高可達15公尺，栽培植株的胸高直徑可超過50公分。樹皮灰色，具有縱裂與溝紋。枝條呈淡黃色至深褐色，小枝偶有稀疏的柔毛。芽呈黃褐色，扁平無毛，周圍有苞片環繞生長。
葉呈紙質，屬單葉互生。葉片呈披針形至橢圓形，長4至20公分，寬1.2至4公分。葉尖多為銳尖，偶有漸尖者；葉基為銳尖至鈍形；葉緣有細鋸齒。幼葉呈紅色至黃綠色，兩面疏生柔毛；成熟葉則兩面皆無毛，正面為有光澤的綠色，背面有白粉而呈銀白色。側脈9至30對，部分側脈未達葉緣。葉柄長0.5至1.8公分，有時生有柔毛，遠端有腺體狀或葉狀突起。托葉宿存或脫落性，長0.5至1公分，呈卵形至腎形，邊緣有腺齒。
水柳的花為雌雄異株，排列成柔荑花序。雄花序長3至8公分，花序梗帶有3至5枚苞片，花序軸有柔毛。雄花具3至8枚雄蕊，花絲基部同苞片癒合，同時近基部處有柔毛；花葯黃色，呈球形至寬橢圓形；蜜腺4至5個，其中僅有1個蜜腺位於近軸側，為最大的蜜腺，其餘皆在遠軸側；各蜜腺基部有時彼此相連。苞片接近卵形或橢圓形，基部較窄，邊緣有毛，兩面亦皆可能生有柔毛。
雌花序長4至7公分，結果時可達12公分。雌蕊綠色而無毛。花柱極短；柱頭2裂或3裂。子房光滑無毛，呈卵狀橢圓形至紡錘狀卵形，具6至10枚胚珠。蜜腺1個，呈方形至短圓柱形，位於近軸側。苞片形態與雄花相同。
蒴果呈卵形至紡錘形，長5至6公分，具有長柄。種子綠色，呈棍棒狀，長1至2毫米，種皮有絮毛。

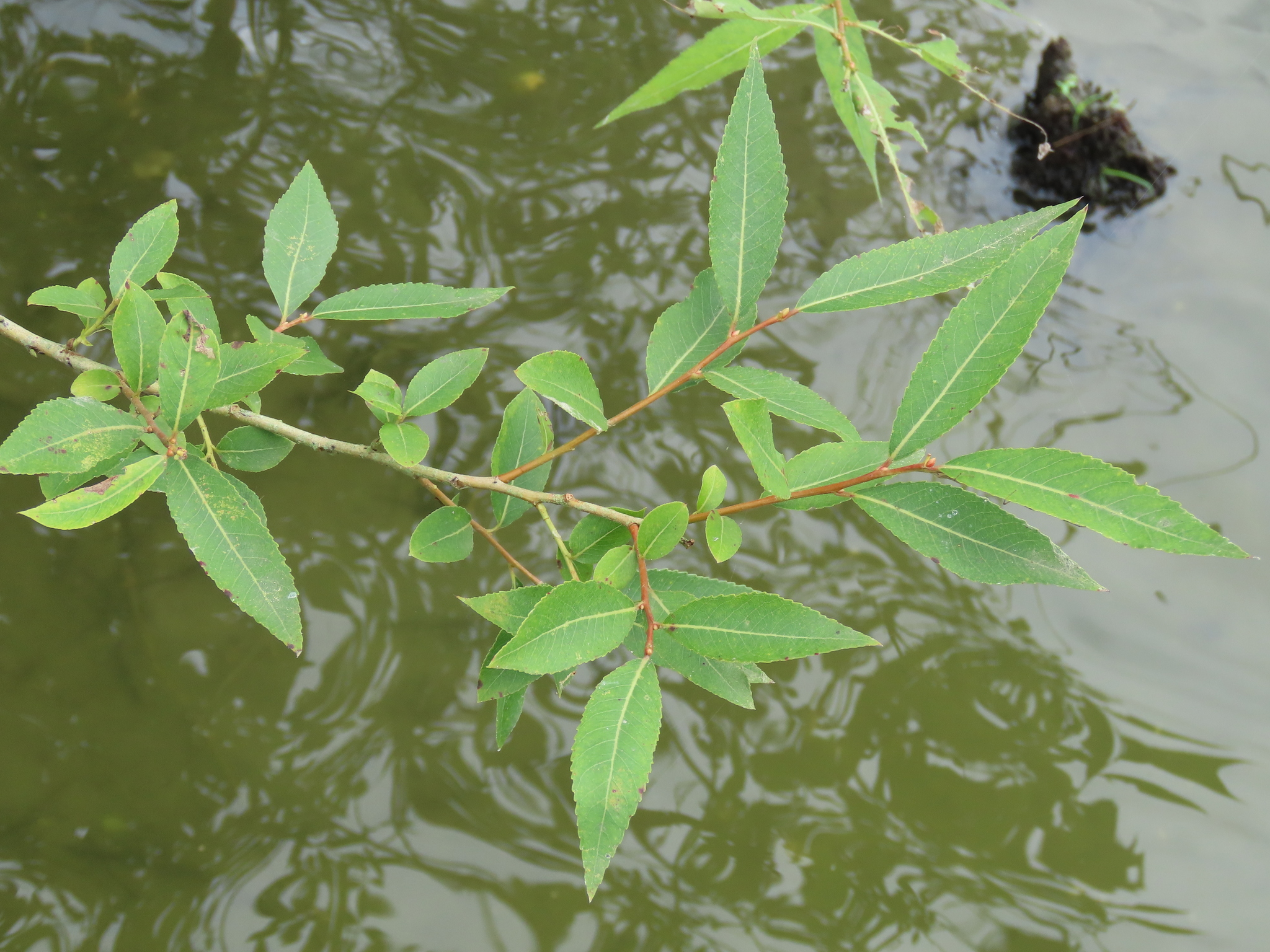
枝葉正面觀（近軸面）
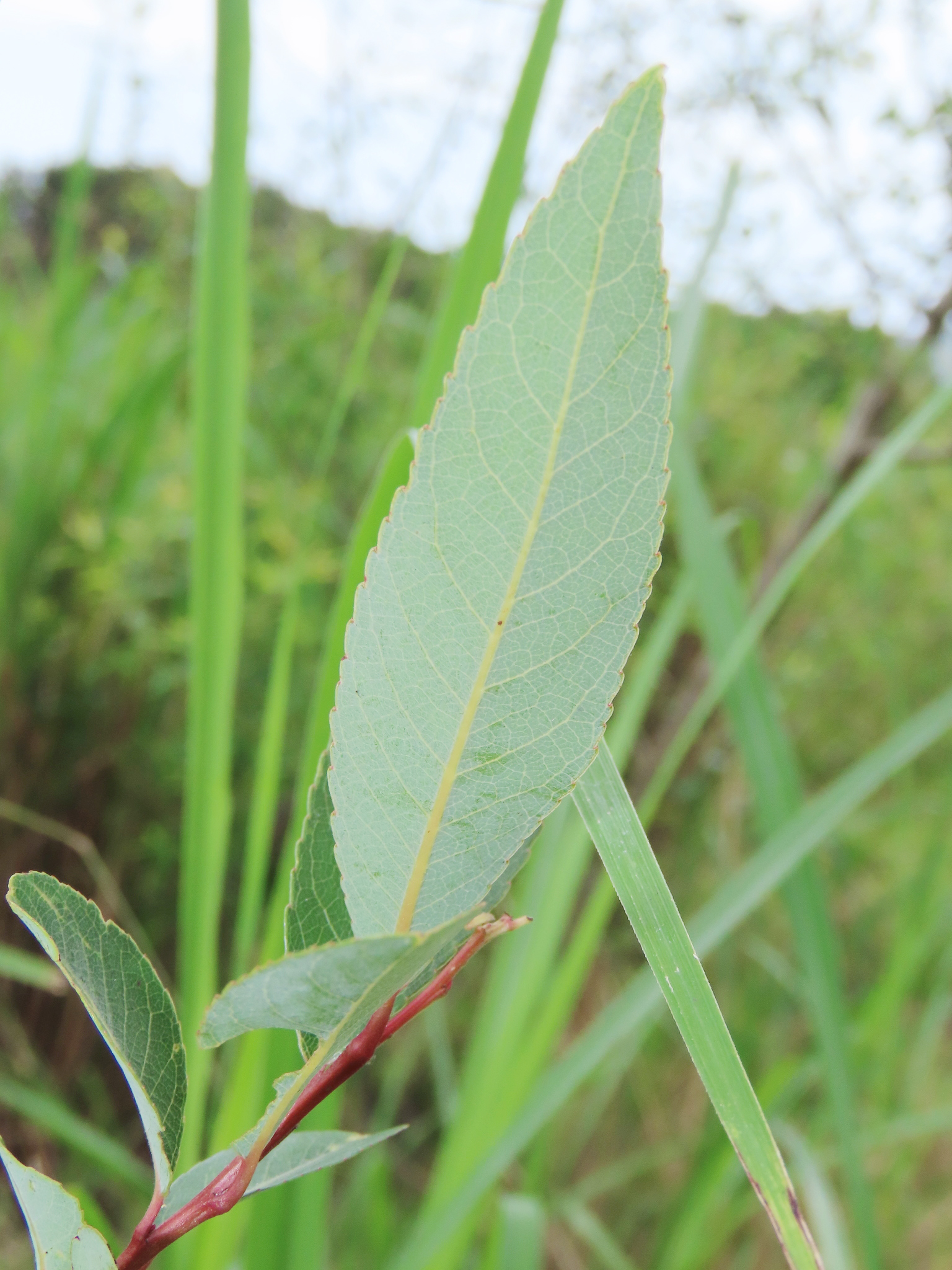
葉背（遠軸面）
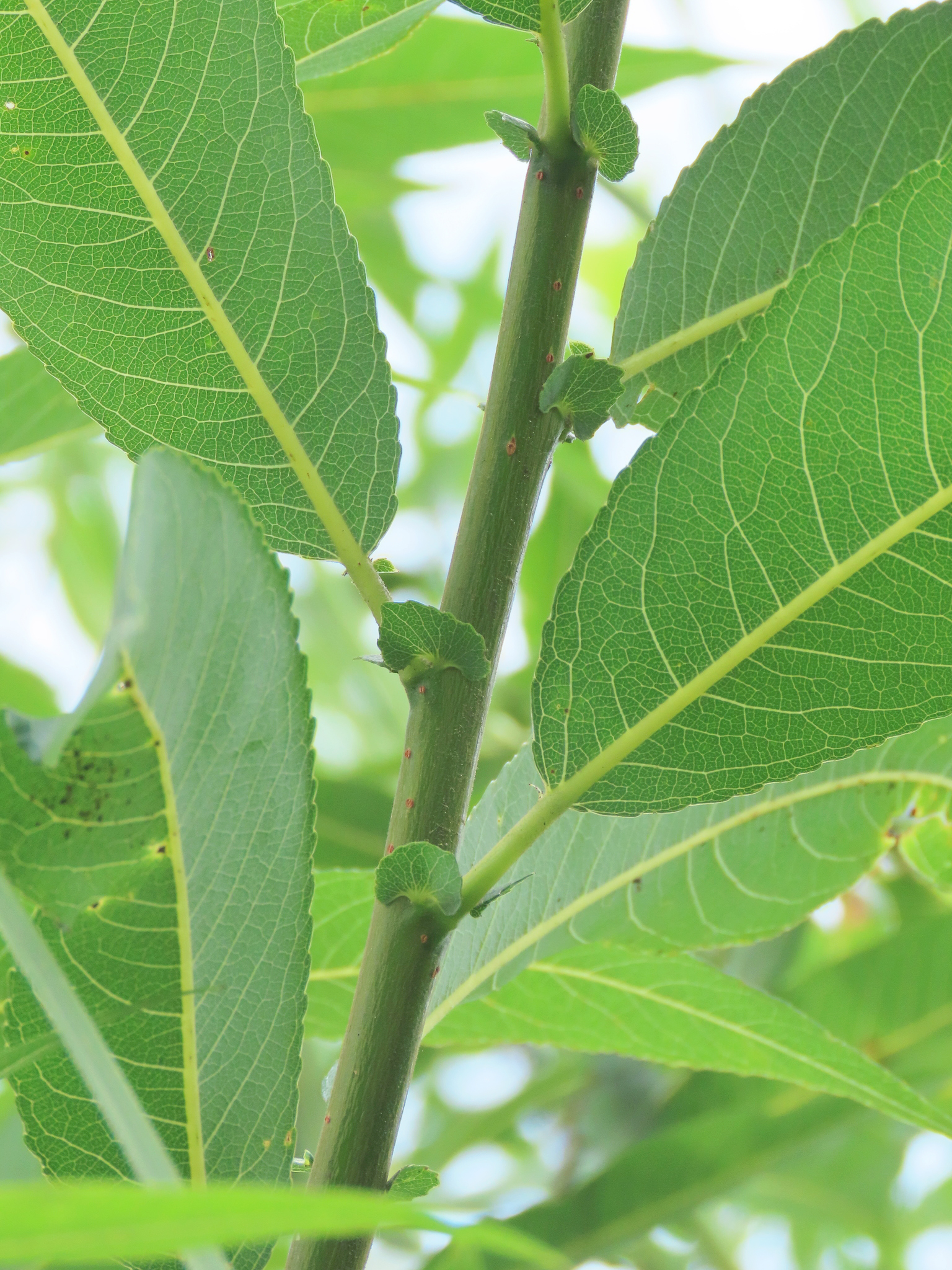
托葉
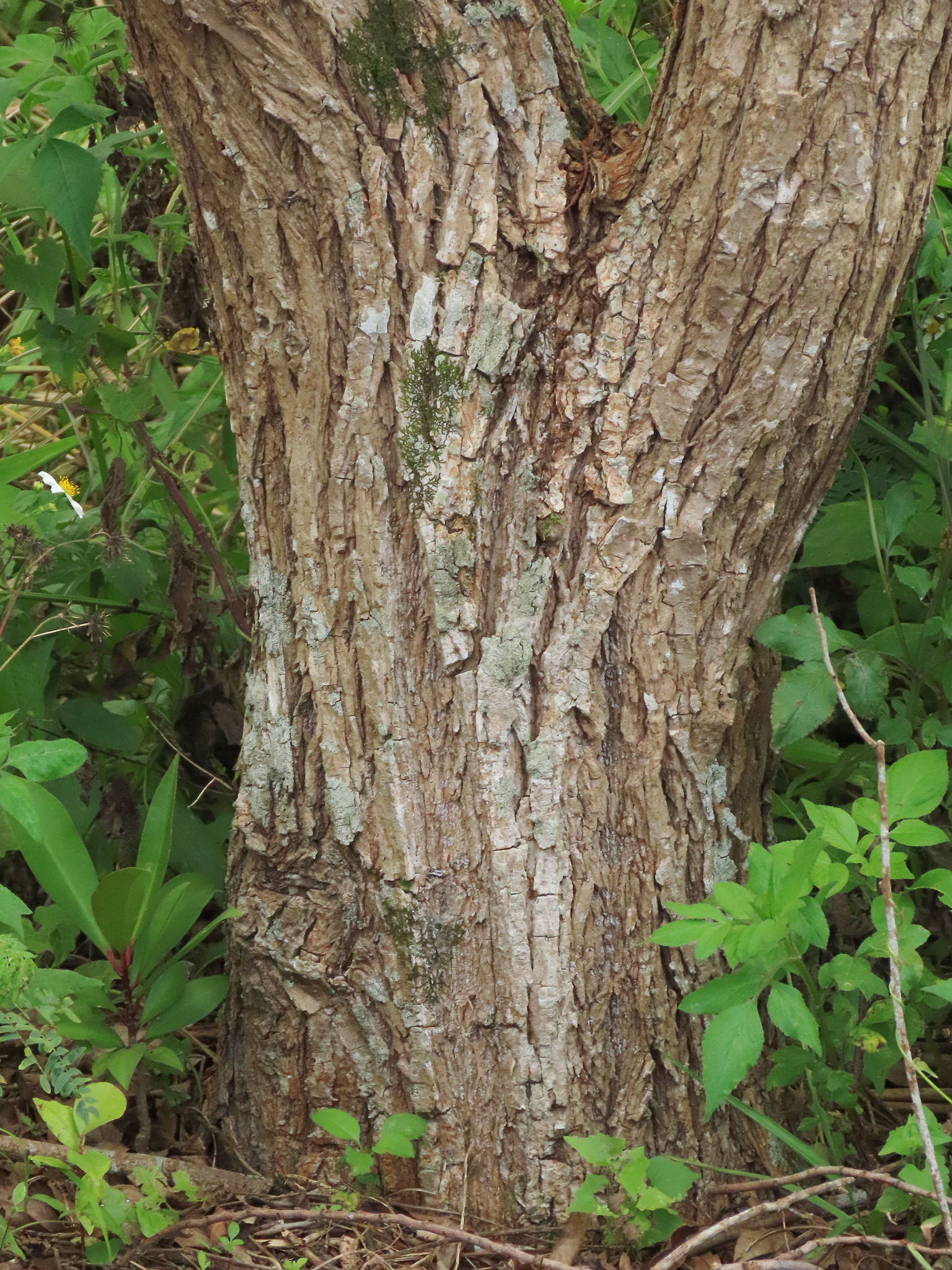
樹幹
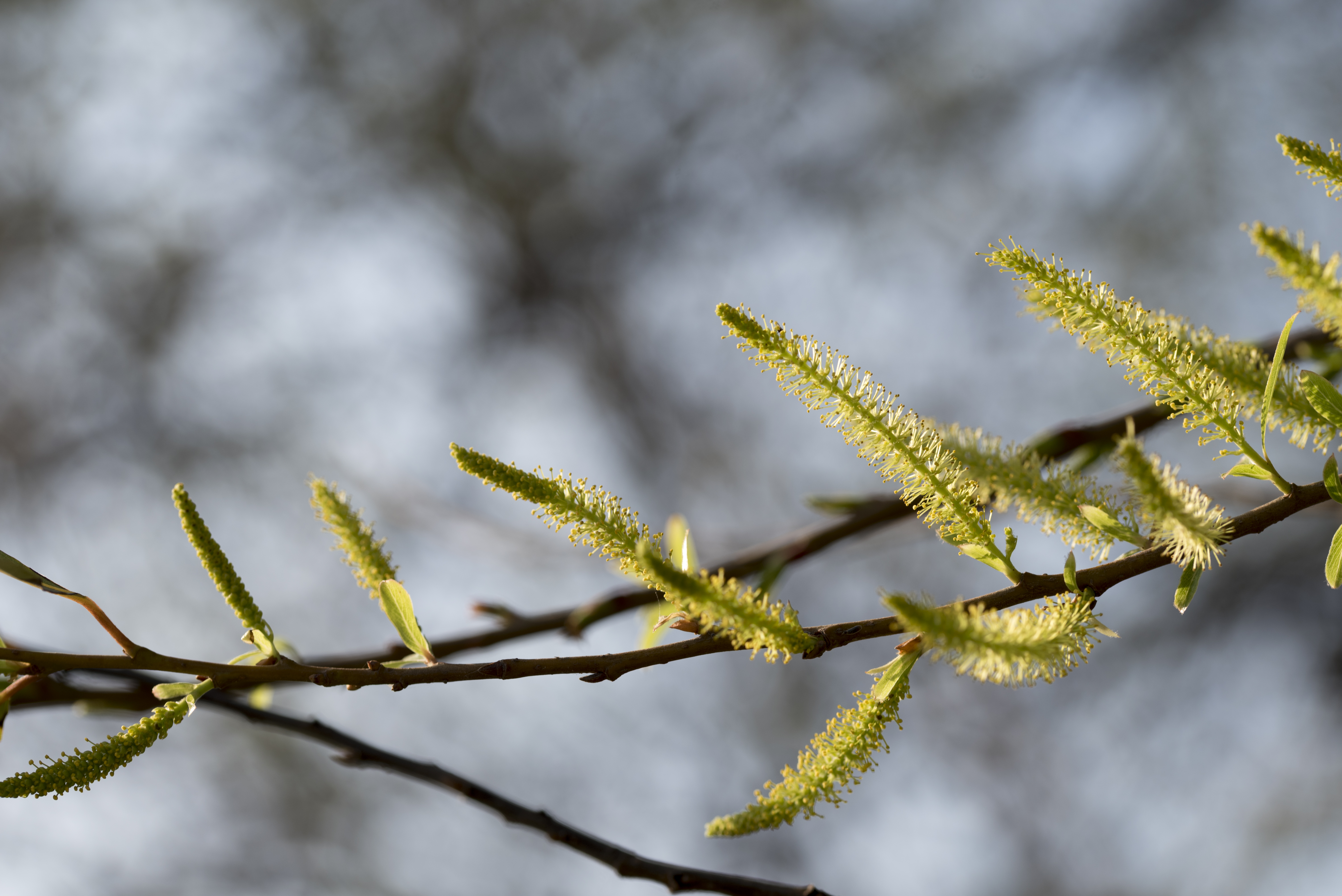
雄花序

## 生境與生態

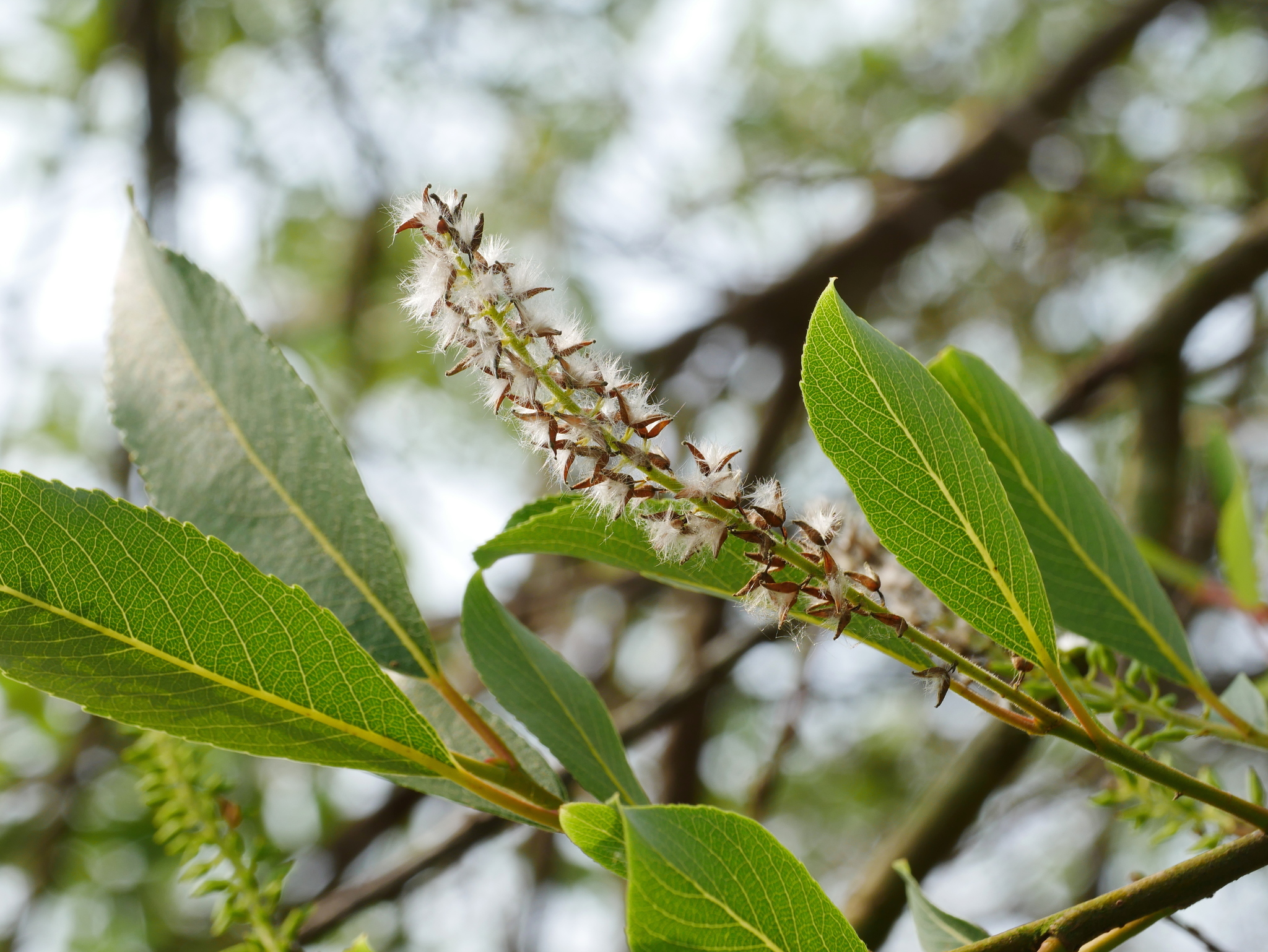
四月初，顯露出柳絮的雌花序

水柳是臺灣主要的陽性溼生樹種，極不耐陰，廣泛分布於全島海拔1200公尺以下、淡水豐沛的開闊環境，如河湖、池塘、溼地，或是溝渠、水田等人造設施，常與風箱樹、穗花棋盤腳等水濱喬木混生。水柳的花通常與葉同時綻放，有時則先開花後展葉，花期主要介於每年十二月至翌年三月間，但也有遲至六月才開花的紀錄。由於雄花與雌花均有蜜腺，常吸引鳥類與昆蟲訪花。蒴果於二月至六月間成熟，其中又以三、四月為高峰。

### 取食者與寄生者
已知部分鱗翅目幼蟲會取食水柳，包含蛺蝶科的黃襟蛺蝶與琺蛺蝶、草螟科的黃翅綴葉野螟與大黃綴葉野螟、尺蛾科的突角黯鉤尺蛾、刺蛾科的臺灣黃刺蛾與基褐綠刺蛾、夜蛾科的斜紋夜蛾，以及多個裳蛾科與舟蛾科的物種。多種介殼蟲（桑擬白輪盾介殼蟲、紫膠介殼蟲、黑副硬介殼蟲、額瘤蠣盾介殼蟲）與蚜蟲（柳雙尾蚜、小桔蚜、棉蚜、柳蚜、柳瘤大蚜）也會寄生於水柳的枝條、幼葉或嫩芽。
多種真菌也會感染水柳，有時可導致其生長不良，乃至死亡。寄生於介殼蟲的隔擔菌，會在水柳的枝幹表面形成菌絲膜，造成「膏藥病」。楊球針殼與水柳柵鏽菌（Melampsora salicis-warburgii）則會感染水柳的葉，常在葉背分別形成白粉病與鏽病。此外，水柳的枯木上曾被觀察到有鱗傘斗菇（Lentinus squarrosulus）生長。

## 系統分類

### 分類沿革

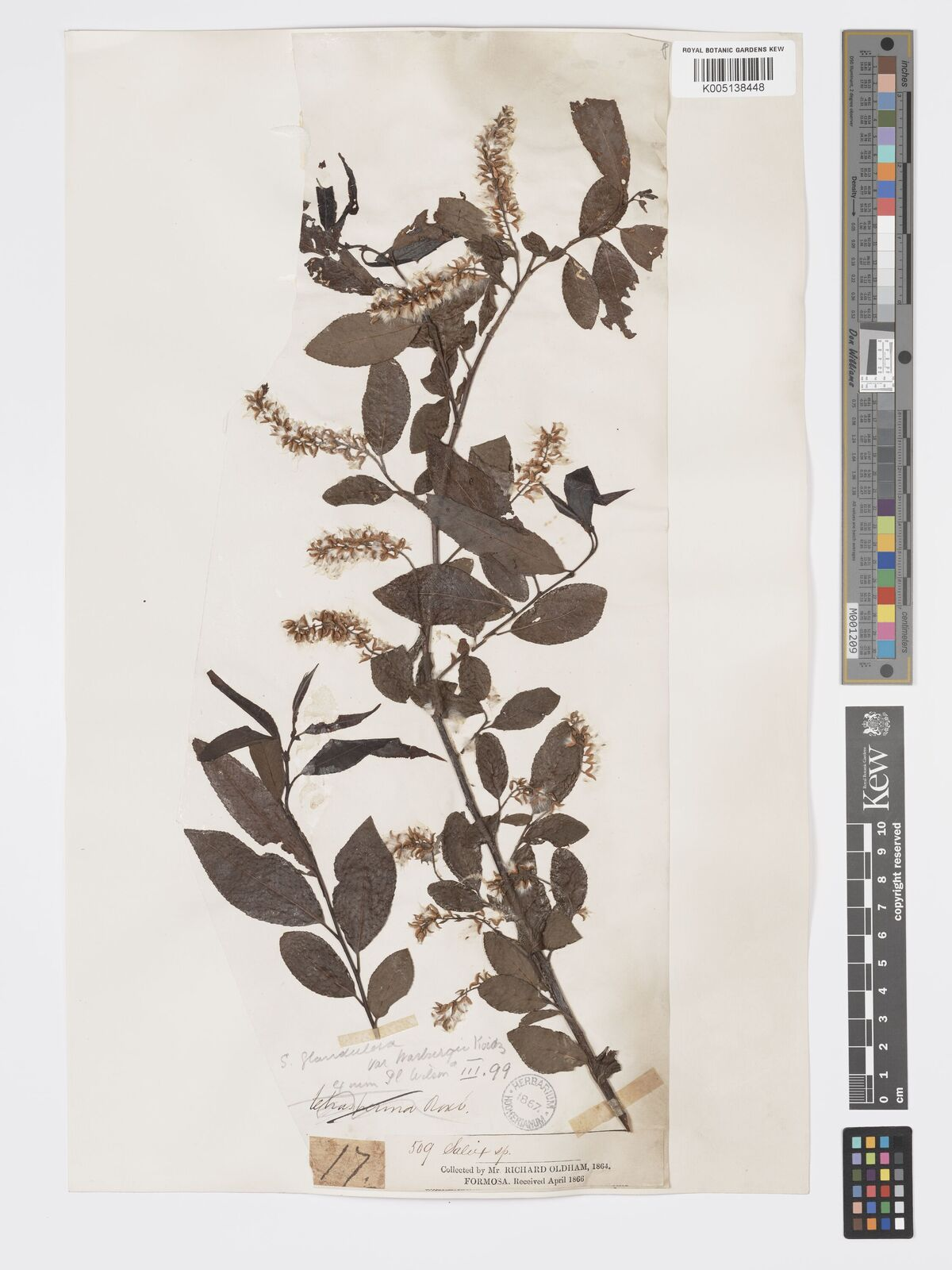
奧德漢採集的水柳標本，現藏英國邱園。下方有三筆不同的分類註記，為不同年代的植物學家所寫

1864年，植物學家奧德漢（Richard Oldham）在北臺灣首度採集到水柳的標本，但他並未特別鑑定標本的分類歸屬，而這批標本此後也一度幾乎不被提及，唯有植物學家伯基爾在整理這些標本時，將其歸類為中國大陸南部的粵柳。1888年1月，植物學家瓦爾堡來臺調查期間，也在臺北城、新店與基隆採集到水柳雄株與雌株的標本，並送至德國的柏林植物園與植物博物館保存。長期鑽研柳樹的植物學家希門後來比對了館內的柳樹標本，認為瓦爾堡採集的水柳形態與已知的柳樹不同，便在1897年依據瓦爾堡的標本，將水柳發表為柳屬的新物種，種小名也冠以瓦爾堡的姓氏。
1913年，植物學家小泉源一主張，水柳與亞洲東部至東北部的腺柳十分相像，兩者差異僅在莖、葉與花苞片的柔毛多寡，因此將水柳歸為腺柳的變種。不少日治時期的植物名錄都採用了小泉的觀點，但一些植物學家，如金平亮三、木村有香等人，仍認為水柳與腺柳不同，因此支持將水柳恢復至物種層級。戰後來臺的植物學家李惠林，同樣在其編纂的《臺灣木本植物誌》與《臺灣植物誌》中，視水柳為獨立的物種，同時將逾百年前，奧德漢採集的標本歸入本種，當前的臺灣植物學界亦普遍沿用此分類方式。
植物學家趙能和龔固堂曾依據形態特徵，主張僅有固定兩枚雄蕊的柳才能被歸入柳屬，而水柳等具多枚雄蕊的物種，應自成一屬——原柳屬（Pleiarina）；然而不久後，方振富等植物學家全面檢視中國大陸的柳屬形態，否決了兩人的分類方案，並在其編纂的《中國植物誌》英文修訂版中，將原柳屬降為柳屬的同物異名，使水柳再度被歸入柳屬。另一方面，植物學家別利亞耶娃（Irina V. Belyaeva）認為，水柳與粵柳應為同種，後來又連同多種中國大陸南方的柳，整併為四子柳。因此，別利亞耶娃參與編纂的《世界維管束植物名錄》，以及參考該名錄的資料庫，目前皆視水柳為四子柳的同物異名。
植物學家應紹舜曾於宜蘭礁溪發現一種貌似水柳的柳樹。其葉基較鈍，葉背呈淡綠色而無白粉，有別於典型的水柳，應紹舜視其為水柳的新變種，以葉的整體形態與桉樹的葉相仿，命名為桉葉柳（Salix warburgii var. eucalyptifolia）。但其與水社柳過於相像，因此如今被視作水社柳的同物異名。

### 種間分化
植物學家黃俊霖等人於2015年發表的分子生物學研究顯示，水柳是一個明確的單系群，親緣關係最接近同為溼生柳的水社柳與垂柳，但其基因又與之高度分化，同時還帶有臺灣其他種柳樹的遺傳組成。因此，水柳可能起源自亞洲大陸的別種柳樹，雖在播遷至臺灣後，曾與當地的柳樹雜交，仍在長期演化下自成一種。研究結果還顯示，水柳與臺灣別種柳樹之間的遺傳變異，至少部分與微棲地條件有關，故涉及生態棲位的分化，而非單純由地理因素形塑。就不受地理限制的環境因素而言，水柳和水社柳之間，以及水柳和臺灣山柳之間的遺傳分化，與坡向最為相關，而水柳與褐毛柳之間的遺傳分化，則受年均溫的影響最大。

## 與人類的關係

### 俗名
在臺灣，「水柳」最初為閩南族群以臺灣話稱呼的名稱，又作「水柳仔」，除了指本種，在南臺灣亦可指涉大戟科的水楊梅，兩者都是水濱植物，但其葉、花，乃至植株的整體形態都有很大的不同。日治時期的植物學家則將這兩種植物都稱作「臺灣柳」，為進一步區分，也會特稱本種為「高砂赤芽柳」，意為臺灣（高砂）的腺柳（和名為赤芽柳），形容這兩種柳樹的外觀相似。另外，臺灣話也會將水柳與水社柳統稱為「白水柳仔」。而根據日治時期大正年間的記載，角板山一帶的泰雅族稱呼水柳為「 Haran'nei」。

### 用途
水柳是臺灣平地農村常見的木材來源，材質堅韌。日治時期以前，水柳除了用作柴薪，彎曲的枝幹也可打造為「塗礱鉤」，用於推動礱稻穀的器械「塗礱」，小枝前端燒黑後則能充當炭筆，繪畫時可用於打底稿，亦可作為畫眉毛的眉筆。水柳亦可用於中草藥：其枝葉煎水後服用，可疏通氣血、降火氣，以及治療風濕、皮膚病等病症；乾燥過的根部則可製成「白水柳頭」，具舒筋活血、消暑解熱、驅散風邪、治療跌打損傷、舒緩疲勞等療效。
在臺灣民間信仰中，水柳與桃樹同為請神、驅邪等儀式會使用的植物。乩童請求神明降駕的法器「仙枝」，以及扶乩時寫字來傳達神明意旨的工具，都會以水柳枝和桃木製作。在1920年代的記載中，許多漢人相信水柳和桃樹能驅鬼避邪，因此也常以這兩種木材製成門閂，使百鬼不得其門而入。
水柳樹有固坡、防風等效果，且扦插的存活率高，因而在日治時期獲得推廣，作為護堤樹與行道樹，亦有育種家培育出水柳與水社柳的雜交柳，栽植於農田與池塘邊。如今仍有農民會種植水柳，在休耕或廢耕的水田也常見其進駐，惟田邊蔚然成林的盛況已不多見。許多臺灣的都市公園也會在水池邊種植水柳，少數場域則仍能見到水柳與水社柳的雜交柳。

## 外部連結
- 维基共享资源上的相關多媒體資源：水柳